# 李贤妃 (明太祖)
李贤妃（14世纪?—?），明太祖朱元璋之妃。

## 生平
洪武十九年九月十八（1386年10月11日），李氏生朱元璋第二十三子唐王朱桱。洪武二十六年（1393年）春正月，生有皇子的美人李氏、葛氏、刘氏同时受封为妃，是为李贤妃。
《罪惟录》称葛丽妃和李贤妃、鄗宁妃（即郭宁妃）被明太祖杀死，用大筐盛着尸体，送出太平门外。又与李淑妃混淆。称李贤妃在马皇后去世后，掌管后宫。洪武三十一年（1398年），在朱元璋授意下，上吊自杀殉葬。